# ليثاكيا
ليثاكيا (Λιθακιά) هي مدينة في زاكينثوس في مقاطعة كينتريكي إلادا في اليونان.